# Travesía de San Esteban
La travesía de San Esteban fue una vía pública de la ciudad española de Segovia, ya desaparecida.

## Descripción
La vía, ya desaparecida, conducía desde la plaza de San Esteban hasta la calle del Doctor Velasco. Como la plaza, debía el título a la iglesia del mismo nombre. Aparece descrita en Las calles de Segovia (1918) de Mariano Sáez y Romero con las siguientes palabras:

San Esteban (Travesía de).—Desde la plazuela de San Esteban baja a la calle del Doctor Velasco. Es calle en desnivel; en ella se halla la casa-administración que en Segovia tenían los monjes del monasterio del Paular, de Rascafría. Detrás de la iglesia de San Esteban, en la parte norte, hay una cuesta con dos bajadas, una muy accidentada y que también llegan a la calle del Doctor Velasco y son consideradas como cuesta y bajada de San Esteban, si bien una de ellas, la primera, diga también travesía de San Esteban y la otra no tenga rotulación.
(Sáez y Romero, 1918, p. 157)